# Cele 400 de lovituri
Cele 400 de lovituri (titlu original: Les quatre cents coups) este un film francez din 1959 regizat, co-scris și co-produs de François Truffaut. Rolurile principale au fost interpretate de actorii Jean-Pierre Léaud, Albert Rémy și Claire Maurier. Este primul film de lungmetraj al lui Truffaut și face parte din primele filme care au pus bazele curentului Noul val francez.

## Distribuție
- Jean-Pierre Léaud - Antoine Doinel
- Albert Rémy - Julien Doinel, tatăl vitreg a lui Antoine
- Claire Maurier - Gilberte Doinel, mama lui Antoine
- Guy Decomble - Sourpuss, profesorul de franceză zis „fițuică”
- Patrick Auffay - René Bigey, prietenul bun a lui Antoine
- Georges Flamant - Monsieur Bigey, tatăl lui René
- Pierre Repp - profesorul de engleză
- Daniel Couturier - Betrand Mauricet
- Luc Andrieux - profesorul de sport
- Robert Beauvais - directorul școlii
- Yvonne Claudie - dna. Bigey
- Marius Laurey - inspectorul Cabanel
- Claude Mansard - judecătorul examinator
- Jacques Monod - comisionarul
- Henri Virlojeux - paznicul de noapte
- Jeanne Moreau - femeia cu cățelul
- Jean-Claude Brialy - bărbatul care încerca să o ajute
- François Nocher - un elev
- Richard Kanayan - un elev
- Renaud Fontanarosa - un elev
- Michel Girard - un elev
- Henry Moati - un elev
- Bernard Abbou - un elev
- Jean-François Bergouignan - un elev
- Jacques Demy - un polițist
- François Truffaut - un bărbat la bâlci
- Philippe De Broca - un bărbat la bâlci
- Jean-Luc Godard - o voce
- Jean-Paul Belmondo - o voce de muncitor la tipografie
- Michel Lesignor - un elev

## Trivia
Filmul Cele 400 de lovituri este primul lungmetraj al lui  Truffaut, cu care s-a constituit noul val francez. Istoria tânărului (interpretat de Jean-Pierre Léaud), care a crescut într-un mediu plin de ignoranță, este totodată începutul seriei de cinci filme cu Antoine Doinel, pe care Truffaut l-a continuat cu Antoine și Colette, Sărutări furate, Domiciliul conjugal și se termină cu Dragostea pe fugă, perioadă care se întinde pe o durată de douăzeci de ani.
Titlul se referă la o expresie franțuzească „faire les 400 coups”, conform căreia un om trebuie să treacă peste 400 lovituri ale vieții, ca să devină un om adevărat. Originea expresiei datează din timpul rebeliunii hugenoților. În timpul asediului (august - noiembrie 1621) a orașului Montauban locuit preponderent de protestanți, conform legendei, asediatorii catolici epuizați fizic, cu un ultim efort au bombardat cu 400 de lovituri de tun orașul asediat, prin care se pare că au reușit totuși să-l recucerească. În realitate însă, Ludovic al XIII-lea s-a văzut nevoit să întrerupă fără succes asediul, la data de 9 noiembrie 1621.
Truffaut însuși se poate vedea într-o scenă cameo în acest film, în piața plină e forfotă.

## Producție
Cheltuielile de producție s-au ridicat la 30.7 milioane $.